# بيرس جونسون
بيرس جونسون (بالإنجليزية: Pierce Johnson)‏ هو لاعب كرة قاعدة أمريكي، ولد في 10 مايو 1991 في أرفادا في الولايات المتحدة.

## وصلات خارجية
- بيرس جونسون على موقع دوري كرة القاعدة الرئيسي (الإنجليزية)
- بيرس جونسون على موقع الدوري الياباني لكرة القاعدة (الإنجليزية)
- بيرس جونسون على موقعبيزبول رفرنس.كوم (الدوري الرئيسي) (الإنجليزية)
- بيرس جونسون على موقعبيزبول رفرنس.كوم (الدوري الثانوي) (الإنجليزية)
- بيرس جونسون على موقع إي إس بي إن.كوم (أم.أل.بي) (الإنجليزية)
- بيرس جونسون على موقع مشجعي الرسوم البيانية (الإنجليزية)